# Hrabstwo Brantley

Piramida wieku hrabstwa

Hrabstwo Brantley (ang. Brantley County) – hrabstwo w stanie Georgia w Stanach Zjednoczonych. Jego siedzibą administracyjną jest Nahunta.

## Geografia
Według spisu z 2000 obszar całkowity hrabstwa obejmuje powierzchnię 447,42 mil2 (1158,81 km²), z czego 444,40 mil2 (1150,99 km²) stanowią lądy, a 3,02 mil2 (7,82 km²) stanowią wody.

### Miejscowości
- Hoboken
- Nahunta

### Sąsiednie hrabstwa
- Hrabstwo Wayne (północny wschód)
- Hrabstwo Glynn (wschód)
- Hrabstwo Camden (południowy wschód)
- Hrabstwo Charlton (południowy wschód)
- Hrabstwo Ware (zachód)
- Hrabstwo Pierce (północny zachód)

## Demografia
Według spisu z 2020 roku liczy 18 tys. mieszkańców, co oznacza spadek o 2,1% w porównaniu z poprzednim spisem z roku 2010. Według danych pięcioletnich z 2021 roku 92,9% to biali (90,7% nie licząc Latynosów), 4,1% czarnoskórzy lub Afroamerykanie, 2% miało rasę mieszaną, 0,6% to rdzenna ludność Ameryki i 0,4% Azjaci. Latynosi stanowili 3,1% populacji hrabstwa.

## Polityka
Hrabstwo jest jednym z najsilniej republikańskich, gdzie w wyborach prezydenckich w 2020 roku, 90,2% głosów otrzymał Donald Trump i 9% przypadło dla Joe Bidena. 